# Henri Gaidoz
Henri Gaidoz (París, Illa de França, 28 de juliol de 1842 - 1 d'abril de 1932) fou un arqueòleg i mitòleg francès.
Estudià en la seva ciutat natal i a Berlín; el 1872 fou nomenat professor de geografia i etnografia de l'Escola Lliure de Ciències Polítiques, càtedra que tingué al seu carrer per espai de trenta-sis anys, i el 1876 director d'Escola Practica d'Estudis Superiors.
El 1870 fundà Revue Celtique, i el 1876, junt amb Eugène Rolland, la revista Melusina, la primera que tractà el folklore i que després s'estengueren per tot Europa. Melusina deixà de publicar-se el 1912. A part de nombrosos articles en aquestes publicacions a la Revue Archéologique i en la Revue d'Histoire des religions, se li deu:
- Esquise de la religion des Gaulois, (París, 1879).
- L'art de l'Empire gaulois,
- Blason populaire de la France, (1884).
- Etudes de mythologie gauloise, (1886).
- Le Dieu gaulois du soleil et le symbolisme de la Roue, (París, 1886).
- La rage et Saint-Hubert, (París, 1887).